# Rublacedo de Abajo
Rublacedo de Abajo è un comune spagnolo di 35 abitanti situato nella comunità autonoma di Castiglia e León.
Il comune comprende la località di Rublacedo de Arriba.